# Ліндсі Стерлінг
Ліндсі Стерлінг (Lindsey Stirling, нар. 21 вересня 1986) — американська скрипалька, танцівниця, перформанс-художниця та композиторка. Виступає із грою на скрипці в танцювальних перформансах — як на концертах, так і в відеокліпах, які можна переглянути на її YouTube-каналі, який виконавиця започаткувала 2007 року. 2010 року Стерлінг стала чверть-фіналісткою п'ятого сезону шоу America's Got Talent («Америка має талант»), де її називали «хіп-хоп скрипалькою» (англ. Hip-hop Violinist).
З 2010 року Стерлінг випустила два альбоми, названі відповідно — Lindsey Stirling та Shatter Me, один міні-альбом, а також декілька синглів. Скрипалька виконує музику в різних музичних стилях, від класики до попу й хіп-хопу та електронної музики. Окрім оригінальних творів, до її дискографії входять також кавери на пісні інших виконавців та різні саундтреки. Стерлінг, до того ж, стала сенсацією на YouTube: її музичний відеокліп під назвою «Crystallize» посів восьме місце за кількістю переглядів у 2012 році, а її кавер-версія пісні «Radioactive» перемогла в номінації «Response of the Year» («Реакція року» — за найбільшу кількість позитивних відгуків) у першому конкурсі Youtube Music Awards 2013 року. Станом на 1 січня 2016 року канал виконавиці на YouTube мав понад 7,47 мільйона підписників та 1,239 мільярда переглядів.

## Раннє життя
Ліндсі Стерлінг народилася у Санта-Ані, Каліфорнія, але провела частину свого дитинства в містечку Гілберт, Аризона, де закінчила вищу школу Mesquite High School. Потім вона переїхала до Прово, Юта, у зв'язку з вступом до Університету Бригама Янга, де вона мала вивчати рекреаційну терапію. Потім вона ще деякий час прослужила місіонеркою Церкви Ісуса Христа Святих останніх днів у Нью-Йорку. 2009 року Ліндсі повернулася додому до Прово для продовження навчання в Університеті Бригама Янга. Вона мешкала у Прово до грудня 2012 року, після чого врешті повернулася разом з сім'єю до Аризони. Тепер вона мешкає в Лос-Анджелесі, штат Каліфорнія.
У віці п'яти років, під впливом записів класичної музики, які слухав її батько, Ліндсі почала вивчати гру на скрипці. Вона брала приватні уроки протягом дванадцяти років. Коли їй виповнилося шістнадцять, вона долучилася до створення рок-гурту із чотирма друзями зі школи Mesquite High School, який отримав назву «Stomp on Melvin». Частково завдяки своєму досвіду участі в гурті Stomp on Melvin, Ліндсі Стерлінг написала рок-пісню з соло-скрипкою; виконання цієї пісні допомогло їй здобути титул Junior Miss в однойменному (Arizona's Junior Miss) конкурсі штату Аризона, а також здобути нагороду Spirit Award у фінальному змаганні America's Junior Miss. Також Ліндсі була учасницею гурту Чарлі Дженкінса (Charley Jenkins Band) протягом одного року.

## Кар'єра

### 2010-12:America's Got Talentта дебютний студійний альбом
У 2010 році, у віці 23 років, Ліндсі Стерлінг стала чверть-фіналісткою п'ятого сезону американського шоу America's Got Talent (Америка має Талант), де вона була знана як «хіп-хоп скрипалька». Судді називали виступи Ліндсі «такими, що електризують» (англ. "electrifying"), ці виступи здобули визнання публіки, проте після того, як вона спробувала підняти рівень танців на порядок вище в своєму чверть-фінальному виступі, суддя Пірс Морган сказав їй:

| «Я не кажу, що в тебе немає таланту, але ти недостатньо вправна, аби літати в повітрі й у той же час грати на скрипці.» Оригінальний текст (англ.) «You're not untalented, but you're not good enough to get away with flying through the air and trying to play the violin at the same time.» |
Шерон Осборн прокоментувала:

| «Тобі варто бути в групі. … Того, що ти робиш — недостатньо, аби заповнити театр у Вегасі.» Оригінальний текст (англ.) «You need to be in a group. … What you're doing is not enough to fill a theater in Vegas.» |
В своєму блозі Ліндсі Стерлінг зізналася:

| «Я була спустошена результатами … Це було боляче й дещо принизливо; проте, мені довелося заново шукати те місце, звідки я раніше черпала сили.»[15][16] Оригінальний текст (англ.) «I was devastated at the results … It was painful, and a bit humiliating; however, I had to relearn where it was that I drew my strength.» |
Ліндсі вирішила продовжувати розвивати свій унікальний стиль перформансу, просуваючи свою творчість через інтернет. В інтерв'ю 2012 року вона зауважила:

| «Багато людей на моєму творчому шляху говорили мені, що мій стиль та моя музика … непридатні для ринку музичної індустрії. Але єдиною причиною того, що я таки досягла успіху — є те, що я залишилася вірною собі.»[17] Оригінальний текст (англ.) «A lot of people have told me along the way that my style and the music I do … is unmarketable. But the only reason I'm successful is because I have stayed true to myself.» |

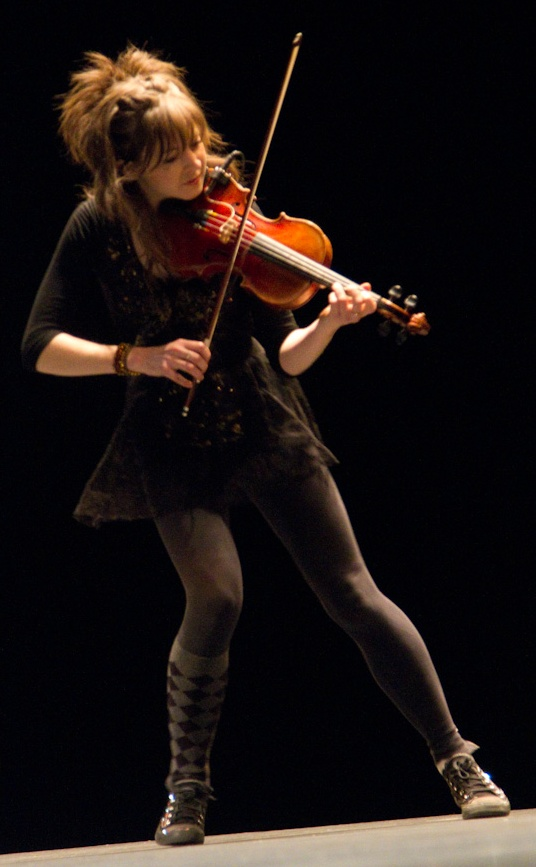

Невдовзі після виступу на шоу America's Got Talent, кінематографіст Девін Ґрехем (DevinSuperTramp) сконтактувався зі скрипалькою, сподіваючись спільно зняти відеокліп для YouTube. Вони домовились зняти відеокліп на її пісню «Spontaneous Me». Знімання відбувалося впродовж тижня з 9 травня 2011 року. Відеокліп значно підвищив рівень популярності Ліндсі Стерлінг, тож вона стала регулярно знімати такі відео для свого каналу на YouTube. Ґрехем знімав майже всі відеокліпи виконавиці, тоді як сама Ліндсі часто працювала з допоміжною камерою, а також виконувала роботу асистента при створенні цих кліпів. Протягом 2011 року рейтинг каналу швидко піднявся, і станом на 9 травня 2013 року мав понад 400 мільйонів загальних переглядів та понад три мільйони підписників. Її музика транслюється на Last.fm, Pandora та Spotify. Ліндсі також створила додатковий канал на YouTube у вересні 2012 року під назвою LindseyTime, в якому вона розміщує відеоблоги, а також відео, пов'язані із її життям, подіями за лаштунками тощо.
Стерлінг експериментувала із поєднанням гри на скрипці та таких музичних напрямків як хіп-хоп та дабстеп. До музикантів та співаків, з якими співпрацювала Ліндсі, належать Шон Барроуз («Don't Carry It All» — The Decemberists), Джейк Брюен та Френк Сакрамоун («Party Rock Anthem» — LMFAO), Tay Zonday («Mama Economy»), Пітер Голленс («Skyrim», «A Thousand Years», «Game of Thrones» та «Star Wars»), Аліша Попат («We Found Love»), Джон Аллред («Tomb»), Еймі Проал («A Thousand Years»), Меґан Ніколь («Starships»), The Piano Guys («Mission Impossible»), Дебі Йогансон («River Flows In You»), Сем Цуй («Heads Up»), Тайлер Вард («Thrift Shop»), Курт Г'юґо Шнайдер («Pokemón Dubstep Remix» та «A Thousand Years»), а також Pentatonix («Radioactive», «Papaoutai», «Over the River»). Вона також співпрацювала із оркестром Salt Lake Pops та Алексом Бойє. Дебютний альбом Ліндсі Стерлінг вийшов 18 вересня 2012 року в поєднанні із турне Північною Америкою, яке відбувалося того ж місяця.
Ліндсі Стерлінг завершила свій перший тур по США 26 листопада 2012 року. 3 грудня 2012 року вона оголосила про плани на свій наступний тур, а також «тестове турне» по Європі, які стартували у січні 2013 року. В ході турне було відвідано 55 міст Європи, Канади та США, а завершальний виступ відбувся в Аризоні 5 квітня 2013 року. 25 лютого 2013 року Ліндсі зробила оголошення про запланований офіційний Європейський тур, який стартував з Росії 22 травня 2013 року і завершився 29 червня у Норрчепінгу, Швеція, загалом відвідавши 26 міст.
У грудні 2012 року YouTube оголосив, що пісня Ліндсі Стірлінг «Crystallize» 2012 року мала 42 мільйони переглядів і за цим показником посіла 8 місце.

### 2013-дотепер: перше всесвітнє турне таShatter Me
2013 року Ліндсі взяла участь у кампанії під назвою «I'm a Mormon» («Я — мормон»), організованою Церквою Святих Останніх Днів. Під час кампанії вона відверто оповідала про те, як її віра допомогла їй побороти анорексію, від якої вона страждала під час навчання у вищій школі та коледжі.
22 квітня 2013 року стало відомо, що менеджер співачки Lady Gaga (Трой Картер) підписав договір із Ліндсі Стерлінг, вражений стрімким ростом її популярності в медіа. Картер висловився про це:

| «Дивлячись на цифри, автоматично можна було вгледіти, що ця дівчина знала як здобути успіху й зрозуміла, що YouTube — це місце, де можна набути безліч фанів — як у мережі, так і поза нею.» Оригінальний текст (англ.) «By looking at the numbers, automatically you could see this girl knew how to move the needle and understood YouTube was a venue to engage fans both online and offline.» |
Ліндсі, яка раніше відмовлялася працювати з іншими менеджмент-компаніями, пояснила свій договір із Картером:

| «Просто з Atom Factory вони йшли настільки в ногу з часом та постійно випробовували щось нове, що я відчула себе просто неймовірно творчо живою, коли вперше зустрілася з ними.»[26] Оригінальний текст (англ.) «But with Atom Factory, they were up to date on current things and trying new stuff all the time, and I felt so creatively alive when I met with them.» |
21 червня 2013 року Ліндсі Стерлінг отримала першу золоту сертифікацію за свій однойменний альбом Lindsey Stirling у Німеччині, а наступного місяця здобула ще дві золоті сертифікації — зі Швейцарії та Австрії. 2 серпня 2013 року Billboard оголосив, що студійний альбом Ліндсі Стерлінг був проданий в обсязі 158 000 копій у Сполучених Штатах, і що вона була другою за успішністю продажів виконавицею з чартів класичного кросоверу 2013 року — після Андреа Бочеллі.

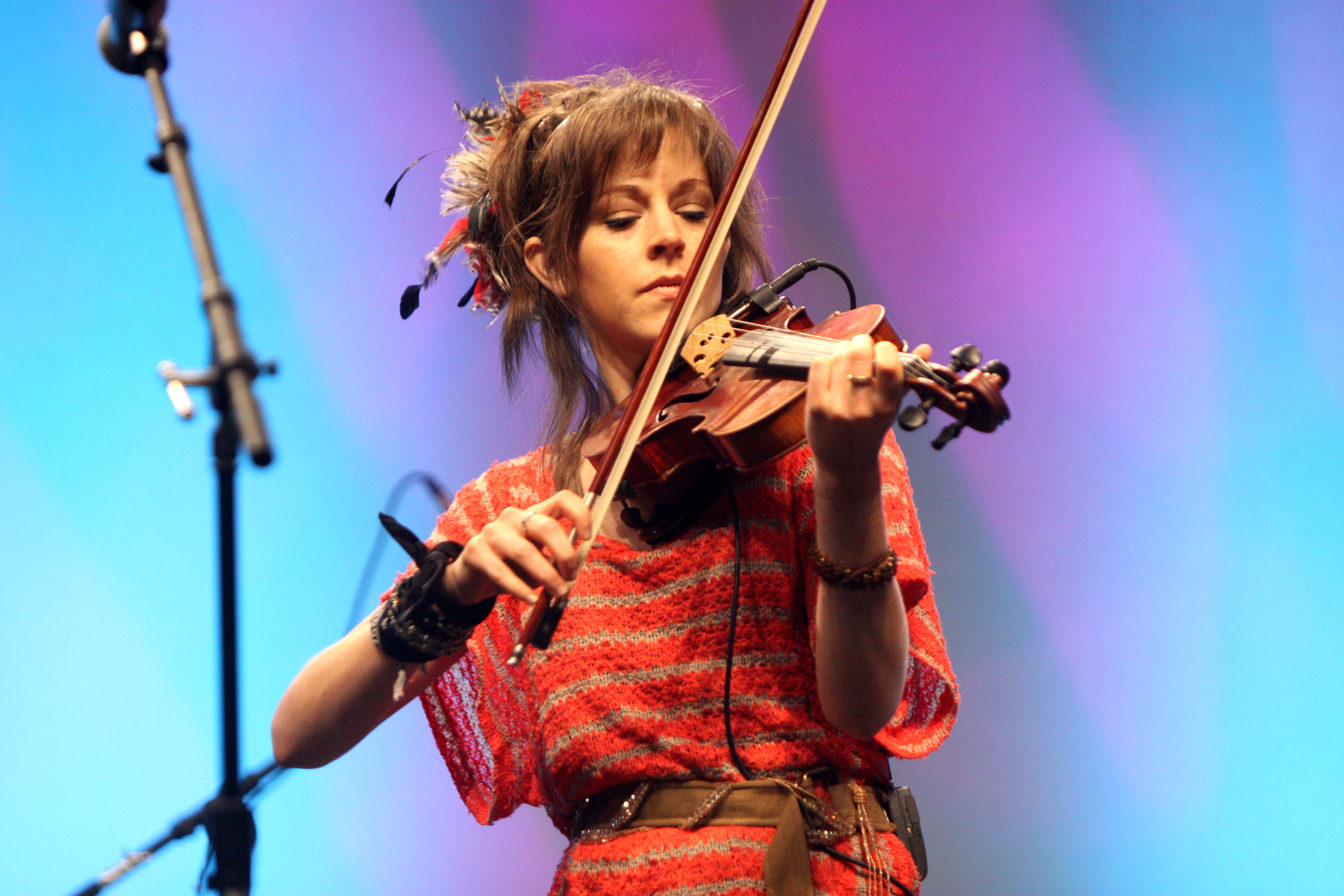
Ліндсі Стерлінг виконує на VidCon 2012

У липні 2013 року вона, разом із Натаном Пачеко, оркестром The Orchestra At Temple Square та Мормонським табернакальним хором, виступила в Конференц-центрі Солт-Лейк-Сіті на щорічному концерті на честь мормонського свята День піонера. Ліндсі Стерлінг також оголосила дати своїх перших турів по Австралії, Південній Кореї та Японії. Канал Ліндсі на YouTube досягнув позначки у три мільйони підписників 31 серпня, а 4 вересня, після майже року концертних турів, вона завершила своє навколосвітнє турне виступом у Лондоні. 12 вересня Ліндсі Стерлінг виконувала на благодійному гала-концерті Dreamball 2013 у готелі Ritz-Carlton у Берліні, Німеччина. 29 вересня 2013 року Ліндсі Стерлінг оголосила на своєму офіційному вебсайті про початок праці над своїм другим альбомом.
7 жовтня 2013 року Ліндсі повідомила, що її перший студійний альбом буде перевиданий 29 жовтня як ексклюзивна делюкс-версія, до якої входитимуть нові версії та ремікси її найвідоміших композицій, таких як «Crystallize», «Elements» та «Transcendence». Цільова версія мала містити чотири бонус-треки, тоді як до всіх інших версій були включені два додаткові треки. Співачка також виступила в телевізійній програмі Conan 24 жовтня 2013 року.
3 листопада 2013 року версія пісні «Radioactive» у виконанні Ліндсі Стерлінг та Pentatonix, перемогла в номінації Response of the Year («Реакція Року») конкурсу YouTube Music Awards. Стерлінг також виступала із грою на скрипці в прямому ефірі, що було організовано в рамках цієї події.
Ліндсі Стерлінг з'являлася на декількох річних чартах Billboard за 2013 рік. Серед найвизначніших — третя сходинка серед виконавців у чарті «Classical Album Artists», друга сходинка у чарті «Classical Albums» з альбомом Lindsey Stirling, а також третя позиція цього ж альбому у «Dance/Electronic Albums».
На початку 2014 року однойменний альбом Ліндсі Стерлінг отримав золото у Польщі, удостоївся першої платинової сертифікації в Німеччині, а пізніше — ще й у Австрії. Ліндсі Стерлінг отримала свою першу золоту сертифікацію RIAA 4 лютого за сингл «Crystallize». 26 лютого Ліндсі вперше випустила свій дебютний альбом і у Франції, який дебютував на 17 місці у французьких чартах та був проданий у кількості 4 900 копій вже за перший тиждень. 5 березня Ліндсі Стерлінг дала три концерти на El Plaza Condesa у Мехіко, що стало її першим виступом у Латинській Америці.
У 2014 році скрипачка була номінована на музичну нагороду Echo у двох категоріях: Crossover National/International (національний/міжнародний кросовер) та Newcomer International (міжнародний новоприбулий виконавець), в результаті таки отримавши 28 березня нагороду в номінації національний/міжнародний кросовер.
12 березня Ліндсі Стерлінг розмістила на YouTube відео, у якому оголошувалося, що її другий студійний альбом Shatter Me, вийде у травні. Вона також створила профіль на PledgeMusic, де всі охочі могли б придбати її новий альбом навіть без попередньої реєстрації, а також деякі ексклюзивні речі, такі як постери із підписом виконавиці, персоналізовані відео та навіть дзвінки через Skype від самої Стерлінг. Наприкінці першого ж дня партія підписаних CD-альбомів Shatter Me була остаточно розпродана. 25 березня Ліндсі офіційно випустила свій перший сингл із альбому Shatter Me, під назвою «Beyond the Veil», разом з яким вийшов і відеокліп на цю пісню. 3 квітня скрипачка написала, що вона та Owl City домовилися про співпрацю під час запису п'ятого альбому останнього. Їхня спільна пісня під назвою «Beautiful Times» вийшла 8 квітня.

### Танці
З молодого віку Ліндсі захоплювалася танцями, і її бажання брати уроки танців та гри на скрипці на той час були настільки сильними, що вона сказала у інтерв'ю NewMediaRockstars:

| «…з самого дитинства я весь час мріяла навчитися танцювати, але мої батьки сказали мені: „Ти можеш обрати або скрипку, або танці, ми не маємо змоги дозволити собі і те й те.“ Тож я вибрала скрипку. Отже, це щось на кшталт звершення — смішно казати, але це — саме те, чим я завжди хотіла займатись.»[47] Оригінальний текст (англ.) «…ever since I was a kid, I've always wished that I could dance, but my parents said, 'You could choose violin or you could choose dance, but we can't afford both', and I chose violin. So this is kind of a fulfillment — it's funny to say, but this is something I've always wanted to do.» |
Однією з тих речей, якими вона вразила суддів на шоу America's Got Talent, окрім змішування хіп-хопу з класичною грою на скрипці, було виконання швидкого танцю одночасно з грою на скрипці — саме те, що вона виконує й під час своїх концертних турів та в офіційних відеокліпах. У чаті в прямому ефірі Ліндсі пояснила:

| «Це дуже неприродно — танцювати, граючи на скрипці. Мені довелося важко тренуватися, аби навчитися це робити, але зараз це — частина мого самовираження, і все відбувається природно. Мені треба досконало вивчити пісню перед тим як починати рухатись. Як тільки я вивчу пісню досконало, я можу розважатися танцем.» Оригінальний текст (англ.) «It is very unnatural to dance while playing the violin. I had to practice so hard to learn how to do it but now it is part of my expression and it comes naturally. I have to know a song perfectly before I can even begin to move. Once I know a song really well I can then have fun dancing.» |
Танці мали значний вплив не лише на її перформанси, а й на саму музику:

| «Я любила танцювальну музику, тому я розпочала саме з неї і написала „Transcendence“, „Electric Daisy“ та „Spontaneous Me“.»[48] Оригінальний текст (англ.) «I loved dance music so I started with that and wrote „Transcendence“, „Electric Daisy“ and „Spontaneous Me“.» |
У жовтні 2013 року Ліндсі Стерлінг оголосила, що вона братиме участь у третьому сезоні танцювального вебшоу Dance Showdown, створеного DanceOn. Його переможець отримає нагороду у п'ятдесят тисяч доларів. Ліндсі опинилася у трійці фіналістів цього шоу, посівши друге місце, а отже, їй не вдалося здобути головну нагороду цього шоу — $50 000. Попри це, вона таки отримала цілковите визнання після трьох виступів зі своїм партнером-танцівником Анзе Скрубе. Один із трьох учасників журі, Лореан Гібсон, схарактеризував другий виступ танцівниці як «один з найкращих» у шоу Dance Showdown, а третій виступ назвав найкращим з-поміж усіх, які йому коли-небудь доводилось бачити.

## Філантропія
1 жовтня 2013 року Ліндсі взяла участь у безприбутковому проєкті Atlanta Music Project, який займався поширенням поціновування музики серед дітей, які в іншому випадку могли б не отримати такої можливості. Місією проєкту було «надихнути соціальні зміни, забезпечивши недостатньо соціально обслуговувану молодь Атланти можливістю навчатися та виконувати музику в оркестрах та хорах». З цією метою Ліндсі випустила два обмежені тиражі футболок Lindsey Stirling/The Power of Music. Кошти, отримані з продажу цих футболок, були передані безпосередньо проєкту Atlanta Music Project з ціллю зібрання достатньої кількості грошей для організації музичного навчання для 50 дітей.
22 березня 2014 року Ліндсі приєдналася до Cirque du Soleil для участі у щорічному танцювальному шоу One Night for One Drop у Лас-Вегасі. Неприбуткова організація організувало шоу на території курорту та казино Mandalay Bay для святкування Всесвітнього дня водних ресурсів, а також для того, аби висловити своєрідне послання до людства, що треба берегти воду, аби вона була доступною для всіх.

## Дискографія

### Студійні альбоми
| Назва            | Інформація про альбом                                                                                            | Пікові чартові позиції | Пікові чартові позиції | Пікові чартові позиції | Пікові чартові позиції | Пікові чартові позиції | Пікові чартові позиції | Пікові чартові позиції | Продажі                                   | Сертифікації                                         |
| Назва            | Інформація про альбом                                                                                            | US                     | US Dance               | US Class.              | US Indep.              | AUT                    | GER                    | SWI                    | Продажі                                   | Сертифікації                                         |
| ---------------- | --- | ---------------------- | ---------------------- | ---------------------- | ---------------------- | ---------------------- | ---------------------- | ---------------------- | ----------------------------------------- | ---------------------------------------------------- |
| Lindsey Stirling | - Виданий: 18 серпня, 2012 - Перевиданий: 29 жовтня, 2013 - Лейбл: Інді-лейбл - Формат: CD, цифрове завантаження | 23                     | 1                      | 1                      | 2                      | 1                      | 4                      | 5                      | - США: 200,000 - Німеччина: 100,000       | - BVMI: Золото - IFPI AUT: Золото - IFPI SWI: Золото |
| Shatter Me       | - Виданий: 29 квітня, 2014 - Лейбл: Інді-лейбл - Формат: CD, цифрове завантаження                                | 2                      | 1                      | 1                      | 1                      | 3                      | 4                      | 3                      | - США: 214,000 - Німеччина: 100,000(нім.) | - BVMI: Золото - IFPI AUT: Золото                    |

### Сингли та міні-альбоми
- Lindsey Stomp (міні-альбом) (2010)

### Співпраця
- 1 Original, ONE Cover EP (із Тайлером Вардом, 2013)
- Living Room Sessions EP (із Тайлером Вардом та Честером Сі, 2013)

### Концертні тури
Перший тур скрипальки тривав понад рік із загальною кількістю у 122 події по Північній Америці, Європі, Азії та Австралії. Турне The Lindsey Stirling Tour розпочалося за три дні до випуску її першого альбому Lindsey Stirling у форматі CD. Її тур почався з виступів у Сполучених Штатах та Канаді у 2012 році. На початку 2013 року Стерлінг продовжила турне Європою як «тестове турне». Її офіційний вступ на європейську територію розпочався із Росії 22 травня 2013 року. У серпні вона продовжила турне, додавши до нього виступи по Азії та Австралії. На завершення виконавиця дала останній виступ у Великій Британії 4 вересня. Шоу виявилися успішними, оскільки квитки на 46 виступів були цілковито розпродані, а на сайті Ticketmaster.com відвідувачі визначили рейтинг турне у 4.8 із 5 зірок.

## Відеографія
| Дата               | Відеокліп                                                                                     | Перегляди на YouTube (14/11/2014) | Режисер(и)                                    | Примітки |
| ------------------ | --------------------------------------------------------------------------------------------- | --------------------------------- | --------------------------------------------- | --- |
| 18 травня, 2011    | «Spontaneous Me»                                                                              | 18,709,804                        | Девін Ґрехем                                  | Оригінальний відеокліп |
| 29 липня, 2011     | «Transcendence»                                                                               | 11 030 511                        | Натан Д. Лі та Еріх Кеннон                    | Оригінальний відеокліп |
| 3 листопада, 2011  | «Electric Daisy Violin»                                                                       | 26,975,794                        | Девін Ґрехем                                  | Оригінальний відеокліп |
| 9 січня, 2012      | «Shadows»                                                                                     | 44,680,867                        | Девін Ґрехем                                  | Знятий на складі Ensoul у Солт-Лейк-Сіті |
| 23 лютого, 2012    | «Crystallize»                                                                                 | 107,851,455                       | Девін Ґрехем                                  | Знято у Льодових Замках у Сілверторні, Колорадо |
| 31 липня, 2012     | »Phantom of the Opera"                                                                        | 13,495,933                        | Режисура, обробка та випуск — Ліндсі Стерлінг | Автор музики — Ендрю Ллойд Веббер Місце зйомок — Театр Капітолію у Солт-Лейк-Сіті та музична галерея Velour у Прово, Юта |
| 18 вересня, 2012   | «Elements (оригінальна версія)»                                                               | 50,345,245                        | Девін Ґрехем                                  | Знятий на складі Ensoul у Солт-Лейк-Сіті |
| 23 жовтня, 2012    | «Moon Trance»                                                                                 | 24,790,646                        | Натан Д. Лі та Кеті Шварц                     | Оригінальний відеокліп |
| 29 листопада, 2012 | «Song Of The Caged Bird»                                                                      | 7,309,746                         | Натан Д. Лі                                   | Оригінальний відеокліп |
| 22 січня, 2013     | «Mission Impossible» Додаткові 5,085,677 переглядів на каналі гурту The Piano Guys на YouTube | 2,587,715                         | Пол Андерсон та Тел Стюарт                    | Автор музики Mission Impossible — Лало Шіфрін Соната для фортепіано № 16 (Моцарт) K. 545, перша партія Аранжування гурту The Piano Guys та оригінальний матеріал, написаний Стівеном Шарпом Нельсоном, Алом ван дер Біком, Джоном Шмідтом та Ліндсі Стерлінг |
| 11 жовтня, 2013    | «Elements (оркестральна версія)»                                                              | 6,116,957                         | NBC                                           | Відео-ремікс для телесеріалу «Дракула» на NBC |
| 14 листопада, 2013 | «Minimal Beat»                                                                                | 5,115,299                         | Klepticenter Productions, LLC                 | Знято у різних містах по цілому світі |

## Нагороди та номінації
Billboard Music Awards
| Рік  | Категорія                  | Твір             | Результат | Переможець | Прим.  |
| ---- | -------------------------- | ---------------- | --------- | ---------- | ------ |
| 2014 | Top Electronic/Dance Album | Lindsey Stirling | Номінація | Daft Punk  | [ 72 ] |

Німецька премія Echo
| Рік  | Категорія              | Твір             | Результат | Переможець   | Прим.  |
| ---- | ---------------------- | ---------------- | --------- | ------------ | ------ |
| 2014 | Newcomer International | Lindsey Stirling | Номінація | Беатріс Еґлі | [ 73 ] |
| 2014 | Best Crossover Act     | Lindsey Stirling | Перемога  | Н/Д          | [ 74 ] |

Teen Choice Awards
| Рік  | Категорія              | Твір       | Результат | Переможець | Прим. |
| ---- | ---------------------- | ---------- | --------- | ---------- | ----- |
| 2014 | Choice Web Star: Music | Shatter Me | Номінація | Шон Мендес |       |

Streamy Awards
| Рік  | Категорія            | Твір             | Результат | Прим.  |
| ---- | -------------------- | ---------------- | --------- | ------ |
| 2013 | Найкраща хореографія | Lindsey Stirling | Перемога  | [ 75 ] |
| 2014 | Best Musical Artist  | Lindsey Stirling | Перемога  | [ 76 ] |

YouTube Music Awards
| Рік  | Категорія            | Твір                          | Результат | Прим.  |
| ---- | -------------------- | ----------------------------- | --------- | ------ |
| 2013 | Response of the Year | »Radioactive" (із Pentatonix) | Перемога  | [ 77 ] |